# Gewone brunel

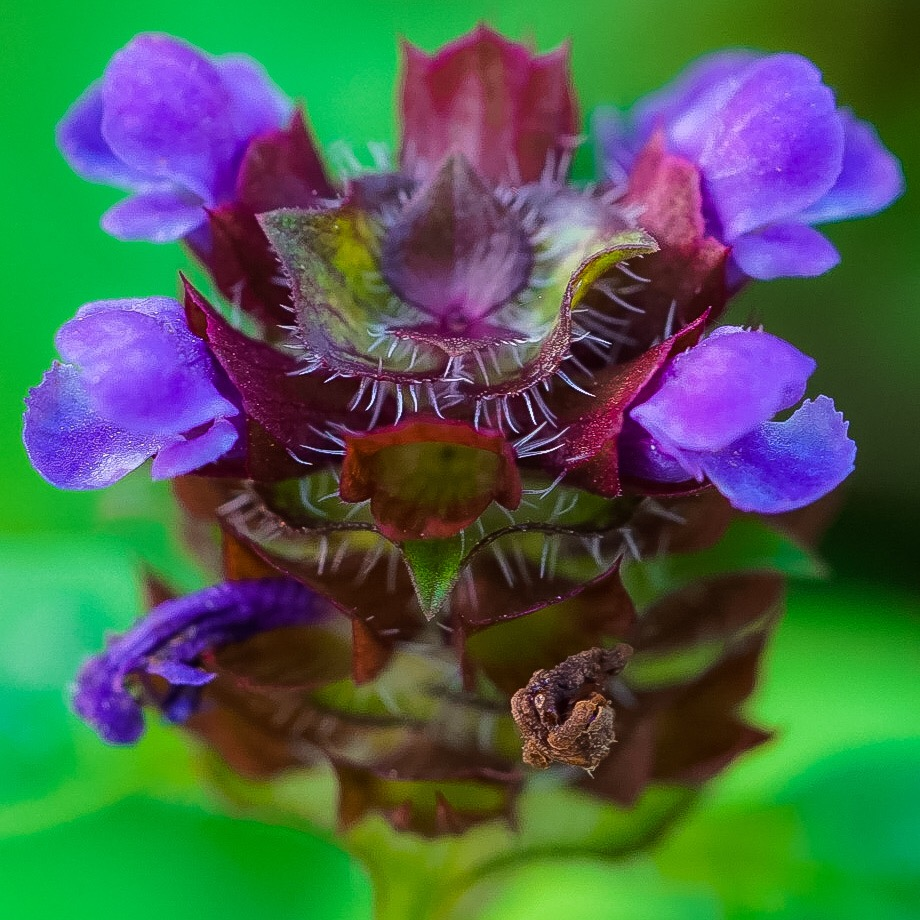

Gewone brunel (Prunella vulgaris) is een plant uit de lipbloemenfamilie (Lamiaceae). Het is een laagblijvende, enigszins behaarde plant die voorkomt op grazige plaatsen. Oorspronkelijk komt de plant uit Midden-Europa. Vaak is de gewone brunel voorzien van een purperen waas. De stengel is vierkantig en onderaan kruipend. De dichte bloeiwijze is de aanleiding tot de alternatieve naam 'bijenkorfje'.

## Kenmerken
De gewone brunel kan uitgroeien tot 20 cm hoogte.
De bladeren zijn langwerpig tot eirond. Ze kunnen zowel gekarteld als gaaf zijn.
Er is sprake van eindstandige, dichte, ronde bloeiwijze. De plant bloeit van mei tot in de herfst. De bloem is blauwpaars, roodachtig, violet of zelden wit, tweeslippig en heeft een lengte van 1-1,5 cm. De bovenlip is gewelfd en de onderlip heeft lange slippen. De kelk is vijftandig en er bevindt zich een cirkelrond schutblad onder elke bloem.
De vrucht van de gewone brunel bestaat uit vier nootjes.

## Plantengemeenschap
Gewone brunel is een kensoort voor de klasse van matig voedselrijke graslanden (Molinio-Arrhenatheretea), een klasse van plantengemeenschappen van matig droge tot natte, matig voedselrijke tot voedselrijke graslanden.

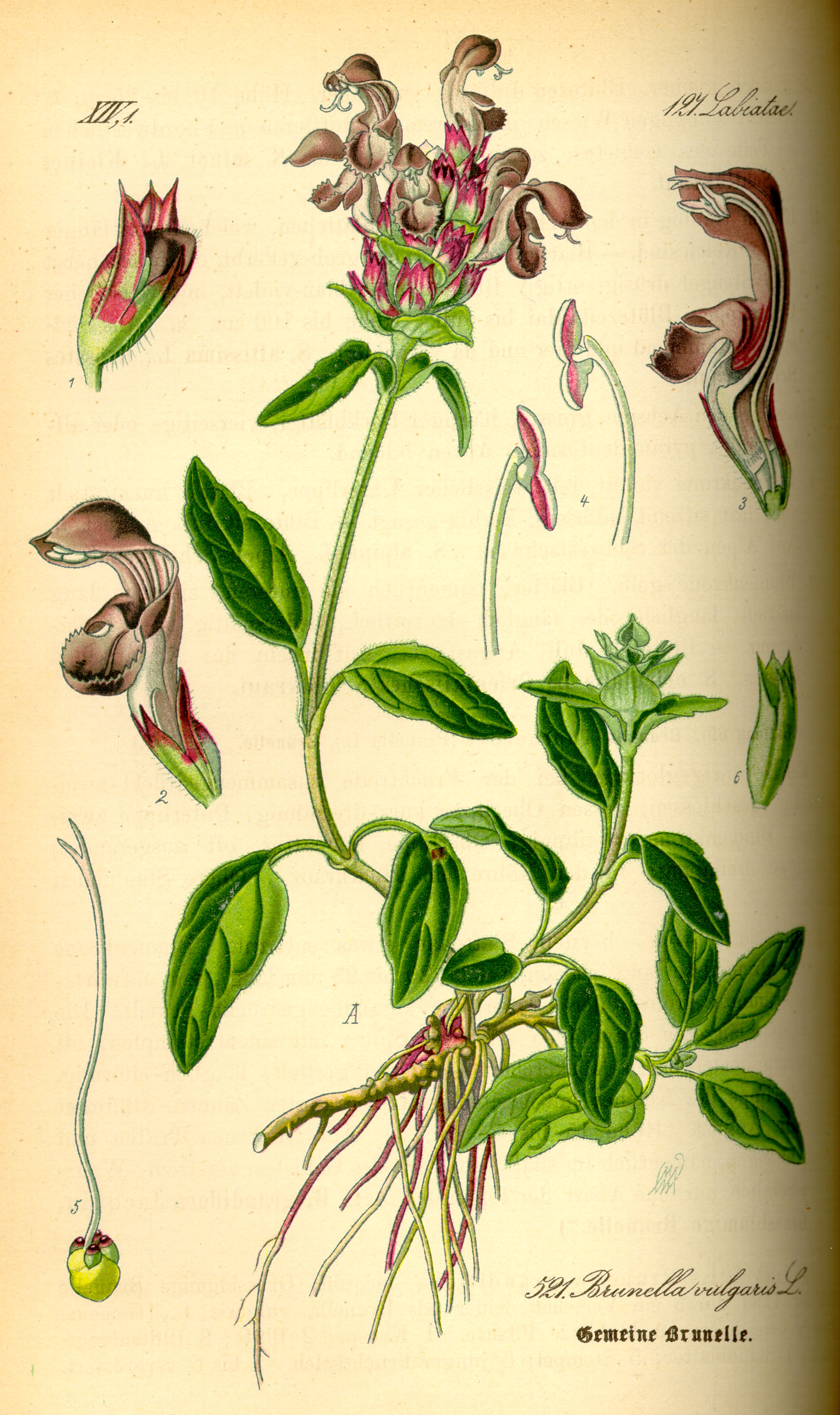
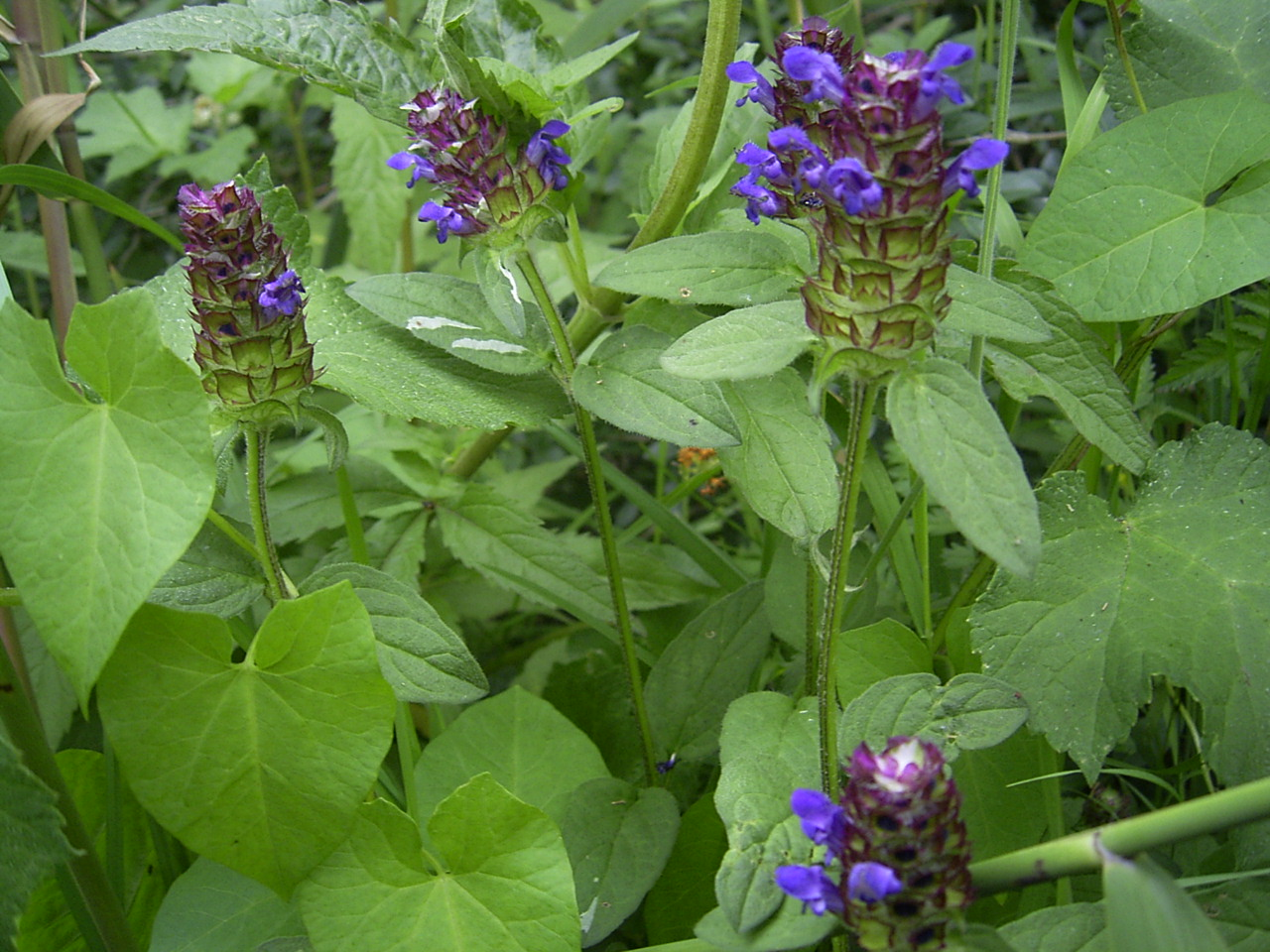
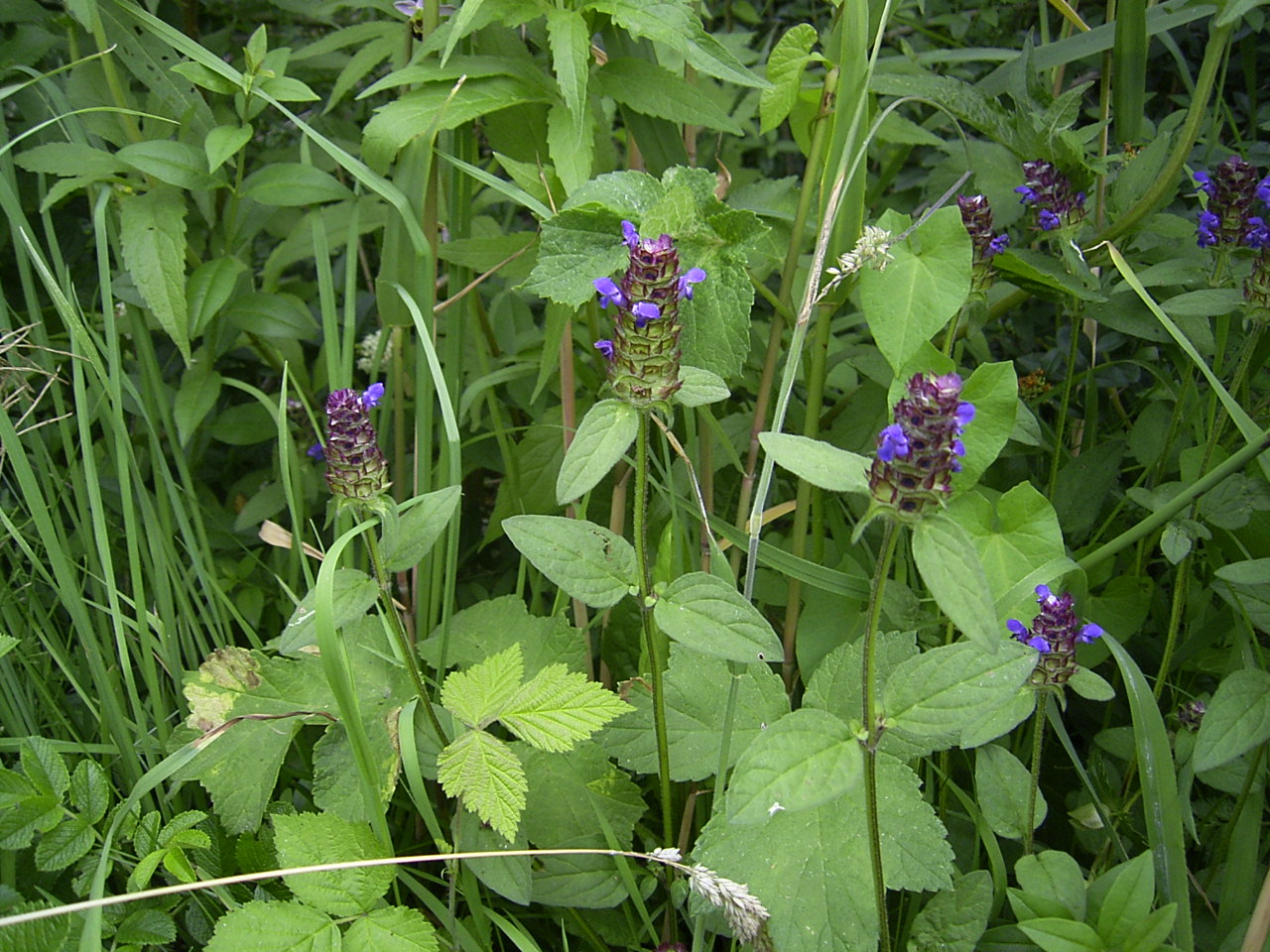
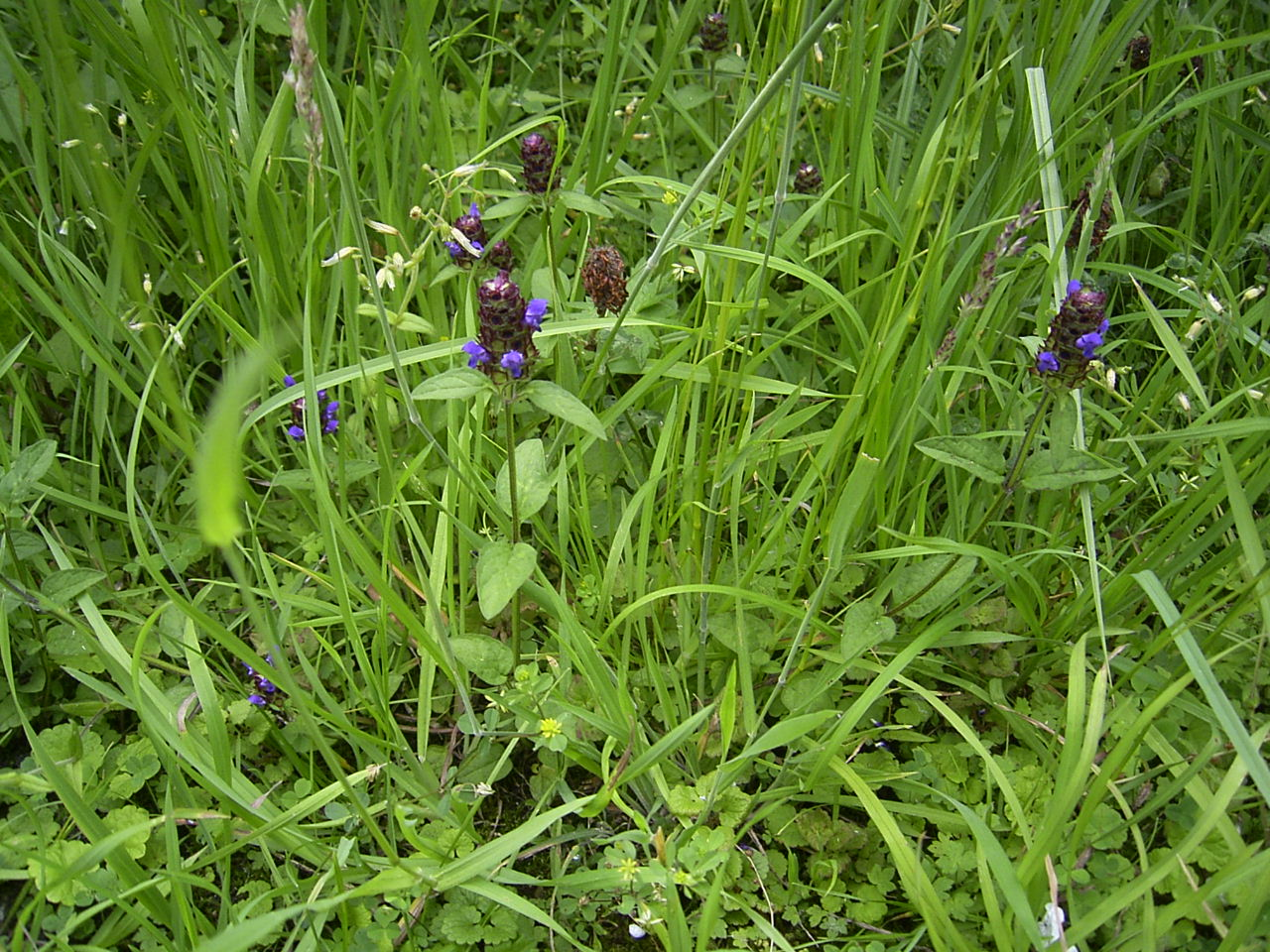
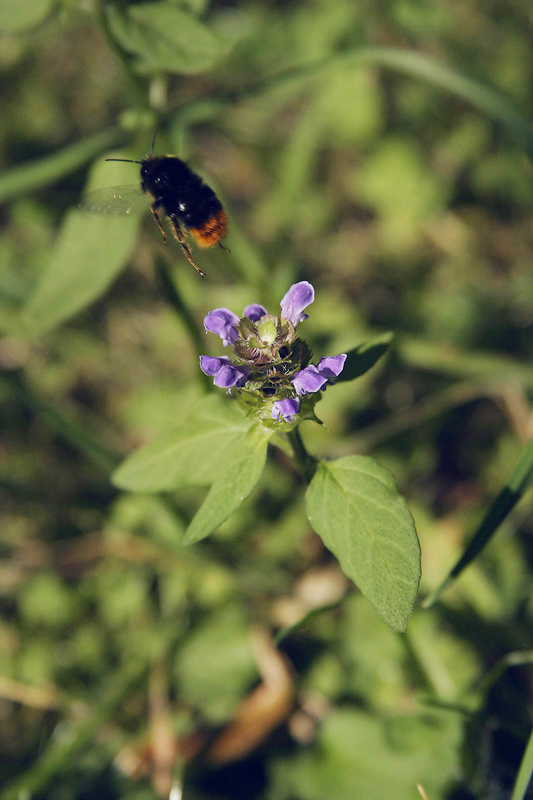